# Vietnamien
 (avril 2019).
Si vous disposez d'ouvrages ou d'articles de référence ou si vous connaissez des sites web de qualité traitant du thème abordé ici, merci de compléter l'article en donnant les références utiles à sa vérifiabilité et en les liant à la section « Notes et références ».
Le vietnamien (en vietnamien tiếng Việt), également appelé annamite autrefois en France, est la langue officielle du Viêt Nam. Il appartient à la branche viétiques des langues austroasiatiques. C'est la langue austroasiatique qui possède le plus de locuteurs (environ dix fois plus que la seconde, le khmer). C'est une langue isolante et monosyllabique, dotée d'un système de six tons.
C'est la langue maternelle d'environ 85 % de la population du Viêt Nam, ainsi que d'environ deux millions d'émigrés.
Dans l'écriture latinisée utilisée actuellement, le chữ quốc ngữ, les mots figurent comme une succession de monosyllabes. Le vietnamien étant une langue isolante, les mots sont des unités invariables. Il n'y a pas de flexion nominale ou verbale comme en français. Le sens se construit par composition de plusieurs unités lexicales et par l'ordre des mots.
Les modulations tonales ainsi que les différences de prononciation au nord, au centre et au sud du pays peuvent rendre le vietnamien difficile à appréhender pour un étranger. Néanmoins, pour l'apprentissage de la langue, la norme officielle est la prononciation du nord, où se situe la capitale Hanoï.

## Histoire

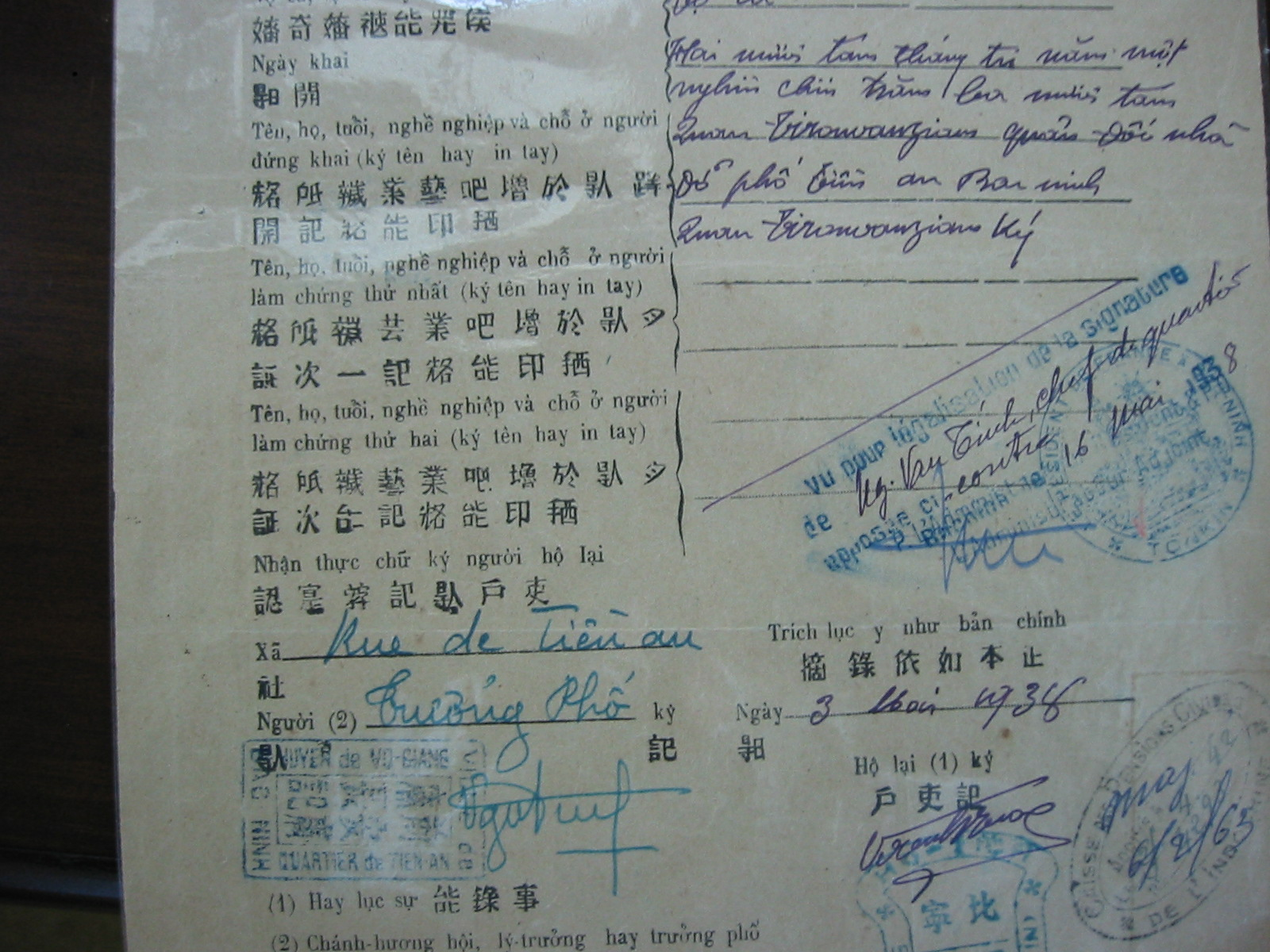
Certificat de naissance sous l'Indochine française, en 1938, écrite en Chữ Hán, Chữ Nôm et en Chữ quốc ngữ. Quelques remarques (l'adresse) et cachets sont en français.

La langue vietnamienne est une langue viétique faisant partie des langues môn-khmer. Le Viet Nam est pendant presque un millénaire sous domination de l'Empire chinois, du Ier siècle à 939, en tant que province du Jiaozhi. L'écriture chinoise y est alors introduite et utilisée pour son écriture. Un important vocabulaire des langues chinoises, de la famille des langues sino-tibétaines, est alors introduite dans les langues vietnamiennes pour donner le sino-vietnamien.
Après son indépendance de l'Empire chinois dont la bataille du Bạch Đằng en 938 est resté le symbole, l'écriture Chữ Nôm est apparue pour l'écriture de la langue vietnamienne, elle diverge de l'écriture chinoise et utilise de nombreux nouveaux caractères, incompréhensible par les alphabètes du chinois. Cette écriture est utilisée jusqu'à son indépendance de l'Indochine française. Le Chữ nho est une autre écriture chinoise du vietnamien, utilisée principalement par les lettrés confucéens vietnamiens.

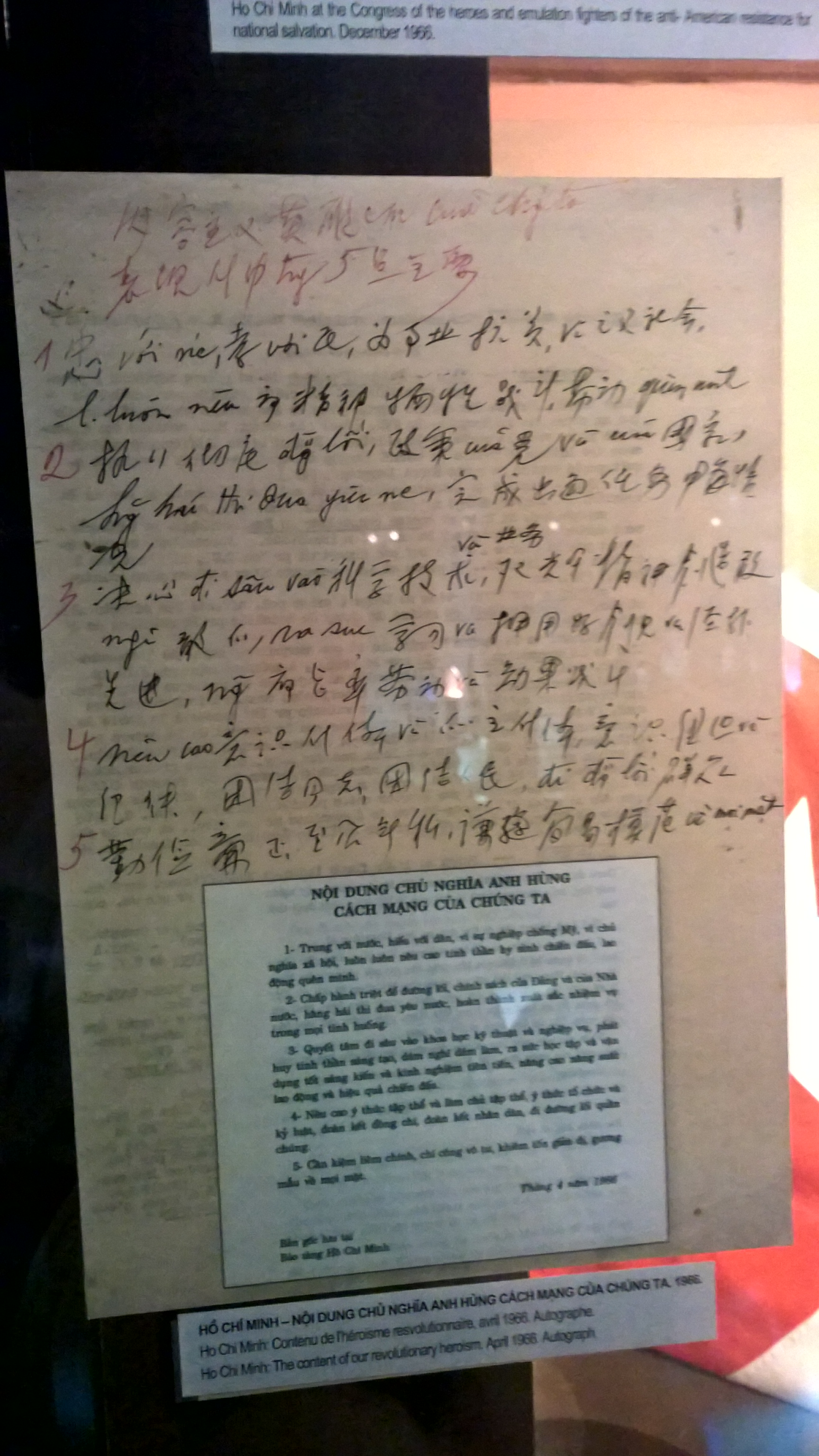
Ho Chi Minh : « Contenu de l'héroïsme révolutionnaire », avril 1966.

La création du Chữ quốc ngữ, alphabet latin adapté à la langue vietnamienne est officiellement attribuée au jésuite Alexandre de Rhodes en 1651, dans son Dictionarium Annamiticum Lusitanum et Latinum.
Elle ne devient cependant officielle que sous l'Indochine française et le reste en parallèle au Chữ Nôm. Les colons français poussant à l'adoption de l'écriture française pour résorber l'illettrisme de la période impériale vietnamienne puis française, conservant les deux écritures sur les documents officiels.

## Classification
Le vietnamien fait partie du groupe des langues viétiques (ou viêt-muong) de la branche môn-khmer de la famille des langues austroasiatiques.
Le vietnamien a été identifié comme une langue môn-khmer il y a plus de 150 ans. Le premier à relier la langue vietnamienne aux langues môn-khmer fut James Richardson Logan en 1852,. Aujourd'hui, il existe un grand nombre de travaux démontrant cette parenté.
Le vietnamien a émergé comme langue d'une nation sous domination étrangère, lorsqu'en 208 av. J.-C. la Chine fait d'un royaume situé dans le delta du Fleuve Rouge un vassal. En 111 av. J.-C., la Chine occupe ce royaume et en fait une commanderie. L'occupation chinoise durera jusqu'en 939 apr. J.-C., résultant en une profonde sinisation de la culture et de la langue vietnamiennes.

Le vietnamien a également été influencé par les populations de langues taï qui migrent du sud de la Chine en Indochine. Des minorités appelées Tày en vietnamien vivent dans les régions montagneuses du nord du Viêt Nam.
Sous ces deux influences, le vietnamien a évolué en une langue monosyllabique et tonale, ce qui lui donne une ressemblance superficielle, d'une part avec le chinois, d'autre part avec le thaï.
Toutefois, cette évolution phonologique s'explique essentiellement par des transformations internes. En effet, on constate une évolution similaire dans d'autres langues viétiques qui n'ont pourtant pas subi les mêmes influences extérieures.
Enfin, il est essentiel de distinguer l'importance linguistique du vietnamien de sa fonction politique. Politiquement, le vietnamien est la langue nationale d'un pays de plus de 100 millions d'habitants. Linguistiquement, il est simplement un membre d'une famille très diverse dont la majorité s'est, au cours de l'histoire, retrouvée marginalisée du point de vue du nombre de locuteurs.

## Répartition géographique
On trouve des locuteurs du vietnamien en nombre significatif dans les pays suivants : Australie, Cambodge, Canada, Chine, Côte d'Ivoire, Finlande, France (métropole, Martinique et Nouvelle-Calédonie), Allemagne, Laos, Pays-Bas, Norvège, Philippines, Pologne, Sénégal, Thaïlande, Tchéquie, Royaume-Uni, Suisse, Belgique, États-Unis, et Vanuatu.

### Statut officiel
Le vietnamien est la langue officielle du Viêt Nam.

### Accents régionaux

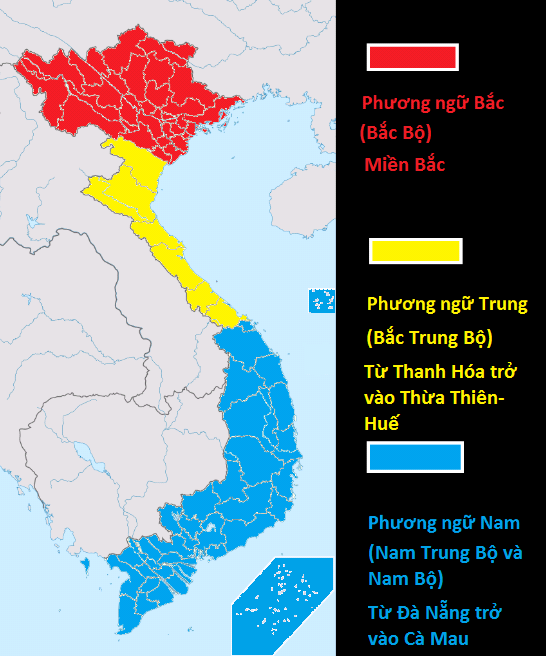
Carte de la répartition des trois principales régions dialectales de la langue vietnamienne au Vietnam.
nord
centre
sud

Il y a plusieurs accents régionaux distincts, sans que l'on puisse parler de dialectes (seule la prononciation change, le thésaurus écrit, grammaire et vocabulaire restent rigoureusement identiques), dont les trois familles principales sont :
| Nom moderne          | Nom géographique   | Ancien nom    |
| -------------------- | ------------------ | ------------- |
| Vietnamien du Nord   | dialecte de Hanoï  | tonkinois     |
| Vietnamien du centre | dialecte de Hué    | haut annamite |
| Vietnamien du Sud    | dialecte de Saïgon | cochinchinois |

Ces accents régionaux diffèrent par leur prononciation des consonnes et des tonèmes, la différence étant plus marquée entre le dialecte de Hué et les deux autres, notamment en ce qui concerne le hỏi, l'un des tonèmes de la langue. La prononciation officielle est celle du dialecte de Hanoï.

## Quelques caractéristiques
Il ne s'agit pas de faire un cours de vietnamien mais de montrer quelques spécificités de la langue comparée au français.

### Articles classifiants
Il n'y a pas à proprement parler d'articles définis (comme le, la ou les) ou d'articles indéfinis (un, une, des), mais des articles classifiants comparables aux quantificateurs chinois, qui indiquent à quelle classe sémantique appartient l'objet qu'ils accompagnent. Ces articles classifiants sont :
- cái : objets inanimés concrets (cái chén = le bol, cái bàn = la table, cái chai = la bouteille, cái nhà = la maison, cái tủ = l'armoire) ;
- con : habituellement pour les animaux, mais aussi pour des objets inanimés qui ont une caractéristique animale (con chó = le chien, con ngựa = le cheval, con dao = le couteau) ;
- cây : utilisé pour les espèces végétales et les objets longilignes (cây chuối = le bananier, cây táo = le pommier, cây súng = le fusil, cây gậy = la canne) ;
- bài : utilisé pour les œuvres comme les chansons, dessins, poèmes, essais, etc. ;
- bánh : mot désignant principalement les gâteaux sucrés ou salés (gâteaux, crêpes, etc., comme le bánh chuối) mais aussi les roues ou pneus (banh xe) ;
- bộ : collection ou série ;
- chiếc : objet exprimant l'unité d'un objet (chiếc ghế = chaise, chiếc xe = voiture, chiếc tàu = bateau, chiếc áo = chemise) ;
- tòa : mot qui n'a de sens que s'il est précédé ou suivi d'un autre mot (quan toà = le juge, toà nhà = immeuble) ;
- quả ou trái : désigne principalement un fruit/objet mais spécifie la nature du fruit ou de l'objet lorsqu'il est suivi d'un/plusieurs mots. Quả est utilisé par les Vietnamiens du Nord et trái par les Vietnamiens du Centre et du Sud (quả đất ou trái đất signifie la Terre, quả cam ou trái cam signifie l'orange) ;
- quyển ou cuốn : objets de type livre relié (livres, revues, etc.) ou roulés ;
- tờ : feuilles et objets fin en papier (quotidien, prospectus, calendrier, etc.) ;
- việc : événement ou processus en cours ;
- xe : véhicules circulant sur roues (xe đạp = le vélo, xe máy = la moto, xe đò = le bus, xe tải = le camion).

Ainsi, quả đất ou trái đất signifie la planète Terre, mặt đất signifie la surface de la terre (le sol) et đất tout court signifie la terre (matière). Dans le langage parlé, on utilise fréquemment cái comme article indéfini à la place des articles classifiants.
Au niveau grammatical, on peut considérer les articles classifiants comme les noms génériques et les mots ajoutant après ayant le rôle de complément ou d'adjectif du nom générique.

### Pronoms personnels
Le français fait un grand usage des pronoms, notamment des pronoms personnels : je, tu, il... Le vietnamien, à l'inverse, n'en utilise pas. Lorsque l'on s'adresse à quelqu'un, on utilise un mot reflétant les relations avec cette personne : familiarité, respect, préséance de l'âge, lien de parenté... La distinction entre tutoiement et vouvoiement ne fonctionne donc pas comme en français.
Prenons un dialogue entre un grand-père et son petit-fils
- petit-fils : tu vas bien ?
- grand-père : oui, merci, je vais bien.

Une traduction littérale du vietnamien donnerait :
- petit-fils : grand-père va bien ?
- grand-père : oui, merci, grand-père va bien.

Certains[Qui ?] estiment qu'on peut y voir là une marque de la pensée confucéenne. Toutefois, dans la mesure où on observe le même phénomène dans d'autres langues d'Asie du Sud-Est, qui par ailleurs appartiennent à d'autres familles linguistiques, telles par exemple l'indonésien (langue austronésienne) et le thaï (langue taï-kadaï), parlées par des populations dont la culture n'a subi aucune influence confucéenne mais a largement adopté des modèles indiens, on peut raisonnablement en déduire que cet aspect n'est pas spécialement dû au confucianisme. La langue chinoise moderne ne présente d'ailleurs plus cette caractéristique.
Lorsqu'on veut utiliser un « tu » ou un « vous » neutre, ni trop formel, ni trop familier (cas par exemple d'un texte général, puisqu'on s'adresse au lecteur sans connaître sa position sociale), on utilise en général le mot bạn qui signifie aussi « ami ». On peut aussi utiliser le terme quý vị, mais celui-ci est très rigide et très formel. Lorsqu'on parle à quelqu'un de très proche (familier), ou à un subordonné, on peut utiliser mày, mais ce terme peut être perçu comme grossier.

### Compléments du nom
En construction de base, le complément du nom est placé après le nom, plusieurs noms se placent l'un après l'autre selon le principe du plus générique au plus détaillé.
Exemple : le terme « cái áo sơ-mi trắng » désignant la chemise blanche a le mot « cái » pour l'objet inanimé, le mot « áo » pour vêtement, sơ-mi pour chemise, le mot « trắng » pour blanche. En usage pratique, les termes les plus génériques peuvent être omis pour autant que le terme ait une signification sémantique, dont il y a plusieurs usages possibles comme cái áo sơ-mi trắng, áo sơ-mi trắng, sơ-mi trắng.
Pourtant sous l'influence chinoise, certains termes ont une construction inverse comme sinh nhật pour jour de naissance, phi trường pour aéroport, mais ils ont aussi leurs équivalents en vietnamien pur ngày sinh (sinh nhật), sân bay (phi trường).

### Noms de lieux étrangers
Les toponymes (noms de lieux) étrangers, tels que les noms de pays ou de villes, sont parfois des transcriptions du chinois, parfois des transcriptions phonétiques, les deux coexistant dans certains cas.
- Exemples de transcription du chinois :
  - Canada : Gia Nã Đại
  - Espagne : Tây Ban Nha
  - Japon : Nhật Bản
  - Inde : Ấn-Độ
  - Mexique : Mễ Tây Cơ
  - Mongolie : Mông Cổ
  - Perse : Ba Tư
  - Portugal : Bồ Đào Nha
  - Turquie : Thổ Nhĩ Kỳ
  - Pologne : Ba Lan
- Exemples de transcriptions phonétiques :
  - Canada : Ca-na-đa
  - Mexique : Mê-hi-cô
  - Écosse :	Xcốt-len
  - Liban : Li-băng
  - Algérie : An-giê-ri
  - Maroc : Ma-rốc
  - Tunisie : Tuy-ni-di

## Mots d'origine française
À la suite de la colonisation française, le vietnamien a plusieurs mots qui dérivent du français.
Par exemple :
- sơ mi - chemise
- cà vạt - cravate
- măng tô - manteau
- bành tô - paletot
- sô cô la - chocolat
- bích quy - biscuit
- bia - bière
- ăng-ten - antenne
- xúc xích - saucisse
- sếp - chef
- cà phê - café
- pho mát - fromage
- xi nê - cinéma
- ban công - balcon
- các đăng - cardan
- ô tô - auto
- ghi đông - guidon
- bu lông - boulon
- búp bê - poupée
- xà bông, xà phòng - savon
- áp phích - affiche
- ga - gare
- cà rốt - carotte
- cốt-lết - côtelette

## Écriture
L'écriture actuelle est le chữ quốc ngữ, transcription en alphabet latin développée au XVIIe siècle en particulier par le jésuite Alexandre de Rhodes. Elle remplace peu à peu l'écriture chinoise sous la colonisation française, qui se termine le 2 septembre 1945, puis devient officielle et l'unique système d'écriture en 1954.

## Prononciation
Voici un exemple sonore de prononciation du vietnamien (dialecte de Hanoï) : Déclaration universelle des droits de l'homme

### Consonnes
|                          |               | Labiales                      | Alvéolaires   | Rétroflexes | Palatales                | Vélaires       | Glottales |
| ------------------------ | ------------- | ----------------------------- | ------------- | ----------- | ------------------------ | -------------- | --------- |
| Nasales                  | Nasales       | [m] (m)                       | [n] (n)       |             | [ ɲ] (nh)                | [ŋ] (ng, ngh)  |           |
| Occlusives ou Affriquées | non aspirées  | [p] (p)                       | [t] (t)       | [ʈʂ] (tr)** | [c~tɕ] (ch) (tr)*        | [k] (c, k, qu) |           |
| Occlusives ou Affriquées | glottalisées  | [ɓ] (b)                       | [ɗ] (đ)       |             |                          |                |           |
| Occlusives ou Affriquées | aspirées      |                               | [tʰ] (th)     |             |                          | [kʰ] (kh)**    |           |
| Fricatives               | non voisées   | [f] (ph)                      | [s] (x) (s)** | [ʂ] (s)     |                          | [ x] (kh)*     | [h] (h)   |
| Fricatives               | voisées       | [v] (v)                       | [z] (d, gi)*  | [ʐ] (r)     |                          | [ɣ] (g, gh)    |           |
| Approximantes            | Approximantes | [w] (u, o) (hu-, gu-, ngu-)** | [l] (l)       | [ɹ] (r)**   | [ j] (y, i) (d, gi, v)** |                |           |
*  accent de Hanoï

** accent de Hô Chi Minh-Ville

### Voyelles
|          | Antérieures | Centrales             | Postérieures |
| -------- | ----------- | --------------------- | ------------ |
| Fermées  | [i] (i, y)  | [ɨ] (ư)               | [u] (u)      |
| Moyennes | [e] (ê)     | [əː] (ơ) [ə] (â, ê)   | [o] (ô)      |
| Ouvertes | [ɛ] (e)     | [aː~ɐː] (a) [a~ɐ] (ă) | [ɔ] (o)      |
Quelques diphtongues :
| iê, ia [iə] | âu [əw]  | ây [əj]  |
| ươ, ưa [ɨə] | ao [aːw] | ai [aːj] |
| uô, ua [uə] | au [aw]  | ay [aj]  |

### Tons

Tonèmes (Vietnamien du Nord). Nguyễn & Edmondson (1998).

| Nom                | Description                | Exemple             | Écouter |
| ------------------ | -------------------------- | ------------------- | ------- |
| ngang « plat »     | médian ˧                   | ma (pas de signe)   | aⓘ      |
| huyền « suspendu » | descendant bas ˧˩          | mà (accent grave)   | àⓘ      |
| sắc « pointu »     | montant haut ˧˥            | má (accent aigu)    | áⓘ      |
| hỏi « question »   | descendant montant bas ˧˩˧ | mả (crochet)        | ảⓘ      |
| ngã « tombant »    | laryngal montant haut ˧ˀ˦˥ | mã (tilde)          | ãⓘ      |
| nặng « lourd »     | descendant bas (bref) ˨˩ˀ  | mạ (point souscrit) | ạⓘ      |

## Lexique

### Vocabulaire
| Mot      | Traduction | Prononciation standard |
| -------- | ---------- | ---------------------- |
| terre    | đất        | /ɗət˧˥/                |
| ciel     | trời       | /ʈʂəːj˧˩/              |
| eau      | nước       | /nɨək˧˥/               |
| feu      | lửa        | /lɨə˧˩˧/               |
| personne | người      | /ŋɨəj˧˩/               |
| femme    | phụ nữ     | /fu˧ˀ˩ nɨ˧ˀ˥/          |
| manger   | ǎn         | /an˧/                  |
| boire    | uống       | /uəŋ˧˥/                |
| grand    | lớn        | /ləːn˧˥/               |
| petit    | nhỏ        | /ɲɔ˧˩˧/                |
| nuit     | đêm        | /ɗem˧/                 |
| jour     | ngày       | /ŋaj˧˩/                |

### Cardinaux
Le tableau ci-dessous donne les nombres cardinaux en môn, en khmer, en muong et en vietnamien, et leur traduction en français :
| Môn                  | Khmer           | Muong | Vietnamien     | Français    |
| -------------------- | --------------- | ----- | -------------- | ----------- |
| mòa                  | muy             | mộch  | một            | un          |
| ba                   | py              | hal   | hai, đôi       | deux        |
| poa’                 | bey             | pa    | ba             | trois       |
| pon                  | bounn           | pốn   | bốn            | quatre      |
| masang / masun       | prram           | đăm   | năm            | cinq        |
| karaw / taraw        | prram muy       | kháu  | sáu            | six         |
| thapo’               | prram py        | pảy   | bảy            | sept        |
| tacam / hacam        | prram bey       | thám  | tám            | huit        |
| tacit / hacit        | prram buon      | chín  | chín           | neuf        |
| cao’                 | dhop            | mườl  | mười, chục     | dix         |
| cao’ mòa             | dhop muy        |       | mười một       | onze        |
| cao’ ba              | dhop py         |       | mười hai       | douze       |
| co sang              | dhop prram      |       | mười lăm       | quinze      |
| ba co                | m(a) phey       |       | hai mươi       | vingt       |
| ba co mòa            | m(a)phey muy    |       | hai mươi một   | vingt et un |
| ba co sang/ba co sun | m(a) phey prram |       | hai mươi lăm   | vingt-cinq  |
| poa co sang/sun      | sam syep prram  |       | ba mươi lăm    | trente-cinq |
| masang co/masun co   | ha syep         |       | năm mươi       | cinquante   |
| mòa klom             | muy royh        |       | một trăm       | cent        |
| mòa langèm/mòa ngèm  | muy poan        |       | một nghìn      | mille       |
| mòa la’              | muy meun        |       | mười nghìn     | dix mille   |
| mòa kat              | dhop meun       |       | một trăm nghìn | cent mille  |

On remarque la plus grande proximité entre le môn et le vietnamien qu'entre le môn et le khmer.